# 16 grands succès
 (mars 2017).
Si vous disposez d'ouvrages ou d'articles de référence ou si vous connaissez des sites web de qualité traitant du thème abordé ici, merci de compléter l'article en donnant les références utiles à sa vérifiabilité et en les liant à la section « Notes et références ».
Albums par Alain Bashung
Roman-photos
(1977) Roulette russe (album)
(1979)
Albums par Herbert Léonard
Trois pas dans le silence
(1971) Pour le plaisir
(1981)
16 grands succès est une compilation sortie en 1977 chez Barclay.
Cet album a la particularité de réunir deux artistes différents. En effet, on retrouve, sur la face A, Alain Bashung avec son album Roman-photos (neuf titres) et Herbert Léonard, sur la face B, avec huit titres.

## Liste des titres
| 1. | Roman-photos                  | 2:43 |
| 2. | L'amour c'est pas confortable | 3:33 |
| 3. | Blablas                       | 2:59 |
| 4. | Le Pianiste de l'Eden         | 3:15 |
| 5. | C'est la faute à Dylan        | 3:43 |
| 6. | Kimono                        | 4:59 |
| 7. | Te revoir                     | 3:44 |
| 8. | Y'a des jours                 | 3:31 |
| 9. | Cendrillon de Chinatown       | 4:43 |

| 1. | Quelque chose tient mon cœur          |  |
| 2. | On peut toujours rêver                |  |
| 3. | Pour être sincère                     |  |
| 4. | Je suis Dieu dans mon église          |  |
| 5. | J'appelle                             |  |
| 6. | Beaucoup d'eau a passé sous les ponts |  |
| 7. | Le procès d'un fou                    |  |
| 8. | À deux pas de l'amour                 |  |